# SWORD (Protocolo)
SWORD (Simple Web-service Offering Repository Deposit) es un estándar de interoperabilidad utilizado por los repositorios digitales para recibir depósitos de contenido desde múltiples fuentes. Esto permite enviar documentos para ser preservados y difundidos por los repositorios digitales desde herramientas externas al repositorio, como por ejemplo un sistema de gestión de publicaciones periódicas. El protocolo SWORD funciona sobre HTTP, y es en realidad una especialización del protocolo de publicación Atom, aunque restringido exclusivamente al contexto del depósito de recursos desde sistemas académicos y científicos.

## Implementaciones
El protocolo SWORD es ampliamente usado, tanto desde el lado del servidor (sistemas de repositorios) como desde los sistemas clientes.
Los principales repositorios y software de repositorios brindan soporte para SWORD, entre ellos arXiv , Dataverse, DSpace,  EPrints y Fedora,
Por otro lado, existen múltiples aplicaciones clientes así como también módulos dentro de otras aplicaciones que permiten el envío remoto de recursos a repositorios digitales por medio del protocolo SWORD. Entre los más utilizados se encuentran Open Journal Systems, BibApp e EasyDeposit.  Existen también librerías para implementar clientes SWORD en los principales lenguajes de programación, como ser PHP (SWORD client library), Ruby (SWORD client library), Java (SWORD client and server library )y Python (server library and SWORD 2.0 reference implementation).
Finalmente, al tratarse de un estándar abierto, algunas instituciones han implementado versiones personalizadas de SWORD que se ajustan a sus formatos o flujos de trabajo específicos.